# 馬雷州
馬雷州是土庫曼斯坦東南部的一個州，南臨阿富汗。面積87,000平方公里，人口1,146,800人。首府馬雷。
下分11縣1市。